# Březnové deportace
Březnové deportace (estonsky märtsiküüditamine, lotyšsky marta deportācijas, litevsky kovo mėnesio trėmimai) byla jedna z řady sovětských genocidních akcí zaměřených proti Estoncům, Lotyšům a Litevcům, která proběhla 25. až 29. března 1949. Oficiálním cílem akce bylo „vysídlení rodin kulaků, banditů a nacionalistů“, a na rozdíl od Červnových deportací postihla především ženy a děti. Téměř 100 000 lidí z okupovaných pobaltských republik bylo v nelidských podmínkách násilně deportováno na nucené práce na Sibiř. Podle rozhodnutí Evropského soudu pro lidská práva z roku 2006 byly březnové deportace zločinem proti lidskosti.

## Pozadí a příprava
Poměrně záhy po začátku sovětské okupace pobaltských zemí v létě 1940 zahájila sovětská moc tvrdé represálie proti „třídnímu nepříteli“, k němuž byla počítána velká většina obyvatel Pobaltí od městské inteligence po prosté rolníky. Represe během necelého roku nestačily zlomit odpor obyvatelstva, ba vedly velmi rychle ke vzniku Lesních bratří, silného pobaltského protisovětského partyzánského hnutí. V létě 1941 pak byla sovětská okupace přerušena vojenským obsazením Pobaltí hitlerovským Německem. Po vítězném tažení Rudé armády na západ byla v Pobaltí opět obnovena sovětská moc i represe vůči domácímu obyvatelstvu. Vlna poprav a zatýkání však zprvu především posílila odpor a odboj; sověty vyžadovaná kolektivizace postupovala velmi pomalu (na počátku roku 1949 bylo kolektivizováno jen 5,8 % hospodářství) a obyvatelstvo hmotně podporovalo Lesní bratry. Sovětské vedení tedy hledalo možnost, jak obyvatele Pobaltí plošně zastrašit a ochromit jejich odpor. 
Jako nejvhodnější postup byla zvolena masová deportace obyvatelstva na nucené práce do východních oblastí sovětské říše. Podkladem pro akci se stalo nařízení k vypracování operativního plánu deportací, vydané 26. listopadu 1948 Nejvyšším sovětem SSSR. Plán vypracovalo Ministerstvo státní bezpečnosti SSSR pod krycím názvem „Priboj“. 28. ledna pak Rada ministrů SSSR přijala opatření k „nápravě zemědělství v Estonské, Lotyšské a Litevské SSR“ a následujícího dne vydala nařízení č. 390-138ss „O vysídlení rodin kulaků, banditů a nacionalistů“ (plným názvem «О выселении с территории Литвы, Латвии и Эстонии кулаков с семьями, семей бандитов и националистов, находящихся на нелегальном положении, убитых при вооруженных столкновениях и осужденных, легализованных бандитов, продолжающих вести вражескую работу, и их семей, а также семей репрессированных пособников бандитов»). 
Nařízení bylo předáno Radám ministrů Estonské, Lotyšské a Litevské SSR, které měly připravit seznamy rodin k odsunu. S pomocí krajských a místních sovětů byly sestaveny seznamy 7 702 estonských, 13 537 lotyšských a 8 012 litevských rodin. 28. února podepsal ministr státní bezpečnosti SSSR Viktor Abakumov rozkaz č. 0068 o přípravě a provedení deportací; velitelem operace byl jmenován generálporučík Burmak, který rozkazem č. 00225 určil další ozbrojené složky pro provedení akce. Do Pobaltí bylo na posílení tamních jednotek přesunuto 8850 vojáků a 2210 specialistů ministerstva státní bezpečnosti. Pro přesun deportovaných bylo připraveno 8422 nákladních aut, z nichž část byla umístěna za hranicemi pobaltských republik, aby nevzbudila podezření obyvatel, a do Pobaltí vjela až po začátku akce. Celkem byly pro akci alokovány profesionální i dobrovolnické jednotky ministerstva státní bezpečnosti o síle téměř 50 000 mužů, k nimž se připojilo téměř 30 000 místních komunistických aktivistů. Pro hladký průběh celé operace byla přesně určena místa pro shromažďování a nakládání zatčených i trasy a harmonogramy přesunu kolon vozidel.

## Průběh operace
Všechny přípravy operace „Priboj“, které bylo možno provést v tajnosti, byly dokončeny 21. března. Teprve několik hodin před akcí pak byly do středisek obcí a na shromažďovací místa rozeslány radiostanice s obsluhou i seznamy osob k deportaci, a rovněž teprve krátce před začátkem zatýkání se do pobaltských republik přesunuly, za hranicemi připravené, kolony vozidel. 25. března ráno mezi 4. a 6. hodinou začalo zatýkání. Zatčení byli v nákladních autech sváženi na železniční překladiště, kde byli až po padesáti nakládáni do dobytčích vagónů, v nichž měli být dopraveni na Sibiř. Osoby uvedené v seznamech, které v době zatýkání nebyly přítomny v místě bydliště, byly v některých případech následně hledány jako uprchlíci, v jiných případech bez následků ponechány svému osudu. Na několika místech pronikla k ohroženým krátce před akcí varování, takže se některým podařilo skutečně uniknout, jiní byli zatčeni dodatečně nebo zastřeleni na útěku. V řadě případů takto došlo k rozdělení rodin, v některých případech též odtržení malých dětí od matek.
Cesta deportovaných v nákladních vlacích trvala až 11 dní. Stovky z nich do  cílových nádraží nedorazily — řada jich zemřela cestou (z nich nejmladší byla pravděpodobně jednoměsíční Virve Eliste), jiní byli zastřeleni při pokusu o útěk, některým se podařilo uprchnout, osud dalších není znám:
| „ | Dva mladí se pokusili utéct, ale nepodařilo se jim to, a na místě je zastřelili. | “ |

Po skončení přepravy byli deportovaní přinuceni podepsat souhlas se statusem „zvláštních přesídlenců“, jímž ztráceli právo na návrat i na svobodný pohyb. Následně byli rozděleni k nuceným pracím:
| „ | Byl tam skutečný trh otroků, kolchozní brigadýři si práskali bičem o vysoké holínky a přitom si vybírali pracovní sílu. Staříčky a ženy s dětmi nikdo nechtěl. Kulturní dům, kde jsme byli, se postupně skoro vyprázdnil, a my se začali bát, že opravdu nepotřebné postřílejí. Nakonec nás ale přece naložili do aut. | “ |

## Výsledky deportací
Celkem je doložena deportace 20 722 lidí z Estonska, 43 230 lidí z Lotyšska a 33 500 lidí z Litvy (skutečná čísla mohou být o něco vyšší). Nejmladší známou obětí byla tři dny před deportací narozená Anne Ojaäär, nejstarší 95letá Maria Räägel. Deportovaní byli rozmístěni v Irkutské oblasti (přes 25 tisíc), Omské oblasti (přes 25 tisíc), v Tomské oblasti, v Krasnojarském kraji, v Novosibirské oblasti a v Amurské oblasti, zprvu bez naděje na návrat, na kontakt s domovem a na dlouhodobé udržení svého jazyka a kultury. Vzhledem k velikosti tří pobaltských národů to znamenalo několikaprocentní změnu ve struktuře obyvatelstva pobaltských republik a zároveň hluboké psychické trauma, které se týkalo téměř každé širší rodiny nebo vesnice:
| „ | Během deportační noci jsme spali v dřevníku na dvoře, protože jsme nevěděli, zda nechtějí odvézt i nás. Dodnes si s hrůzou vzpomínám na zvuk nákladního auta, kterého jsem se dlouho bála, a na zpěv a pláč, který zněl celou noc, když sváželi lidi na nádraží. Naštěstí před naším domem auto nezastavilo. Nazítří pak ve škole byly prázdné lavice, a mnoho učitelů bylo pryč. | “ |

Pod dojmem tohoto zásahu se během jednoho roku podařilo přinutit většinu pobaltských rolníků ke vstupu do kolchozů (ke konci roku 1949 bylo kolektivizováno 80 % rolnických hospodářství).
Za úspěšné provedení akce byl rozhodnutím prezídia Nejvyššího sovětu SSSR v srpnu téhož roku 75 vykonavatelům udělen Řád rudého praporu a 17 dalším Řád Vlastenecké války I. stupně.

## Amnestie a návrat deportovaných
Brzy po Stalinově smrti na jaře 1953 se pozice deportovaných obyvatel Pobaltí začala měnit. Stalinův bývalý nejbližší spolupracovník Berija v rámci boje o moc v Kremlu začal podporovat odsouzení Stalinových zločinů a rehabilitaci jejich obětí. Jeho příkazem byla vyhlášena rozsáhlá amnestie, která se týkala též deportovaných Estonců, Lotyšů a Litevců. Ještě během roku 1953 se vrátila více než třetina deportovaných do pobaltských republik. Návrat ostatních, jejichž politická „provinění“ byla podle oficiálních seznamů větší, se vlekl až do roku 1956, kdy Chruščov vyhlásil konečnou amnestii všem obětem stalinských represí. V letech 1956–1961 se pak postupně mohl vrátit i zbytek deportovaných.

## Odsouzení zločinů
Po obnovení estonské suverenity v roce 1991 bylo zahájeno nejprve historické zkoumání, od roku 1995 vyšetřování zločinů sovětského režimu v Estonsku. Za aktivní podíl na Březnových deportacích bylo nakonec za účast na nepromlčitelných zločinech proti lidskosti odsouzeno osm viníků, u nichž byla jasně prokazatelná vina na provádění deportací, a u nichž zdravotní stav dovoloval provedení soudního přelíčení: Johannes Klaassepp, Vasilij Beskov, Michail Neverovskij, Vladimir Loginov, Jurij Karpov, August Kolk, Pjotr Kislyj, Vladimir Kask. Všichni byli odsouzeni k podmíněným trestům odnětí svobody; jednalo se o tresty spíše symbolické, mající jasně vyslovit společenský postoj k sovětským zločinům. Nejtěžší vinu prokázalo vyšetřování u Arnolda Meriho, který však ze zdravotních důvodů před soudem stanul až v květnu 2008, a zemřel před ukončením procesu. August Kolk a Pjotr Kislyj podali po svém odsouzení stížnost k Evropskému soudu pro lidská práva, který ji však zamítl jako neodůvodněnou a dal za pravdu Estonské republice a jejímu právnímu postupu.